# Caitriona Balfe
Pour les articles homonymes, voir Michael William Balfe.
Caitríona Balfe est une actrice et mannequin irlandaise, née le 4 octobre 1979 à Dublin.
Elle interprète le rôle de Claire Fraser dans la série Outlander qui lui vaut deux Saturn Awards et quatre nominations aux Golden Globes en tant que meilleure actrice dans une série dramatique.

## Biographie
Caitríona Mary Balfe naît à Dublin en Irlande et grandit à Tydavnet, comté de Monaghan, avec ses six frères et sœurs et ses parents. Son père est un ancien sergent de la Garda Síochána.
En 1999, alors qu'elle suit des cours d'art dramatique au DIT Conservatory of Music and Drama (Institut de technologie), sa beauté ainsi que sa plastique la font remarquer par l'agence Assets Model de Dublin alors qu'elle participe à une vente de charité ,.

### Vie privée
Caitríona est la marraine de l'association World child cancer.
Depuis 2014, elle est en couple avec Tony McGill,. Ils annoncent leurs fiançailles en janvier 2018. Ils se marient le 10 août 2019 à l'église St Mary de Bruton dans le Somerset, en Angleterre.
Le 18 août 2021, elle annonce avoir donné naissance à un petit garçon.

## Carrière

### 1998-2006: première consécration, le mannequinat
Elle est recrutée comme mannequin et restera quelques mois dans l'agence Assets Model. Elle est alors âgée de 19 ans. Elle exercera ce métier pendant dix ans.
Après trois mois chez Assets elle est repérée par l'agence Ford Model Management de Paris avant d'être recrutée par l'agence Elite de New York, où elle reste cinq ans. À partir de 1999, elle suit, parallèlement à ses activités de modèle, des cours d'art dramatique tout d'abord aux Studios Warner Loughlin et puis au Sanford Meisner Center ainsi qu'aux Studios Judith Weston.
Au cours de ces dix années, Balfe arpente les estrades des défilés de mode pour de multiples marques,, , , . Elle participe à des campagnes promotionnelles pour : Calvin Klein, Levi's, Max Mara, Oscar de la Renta, Bally, Dolce & Gabbana, Moschino, Costume National, Escada, Bottega Veneta, Hush Puppies, Mango, Neiman Marcus, BCBG Max Azria, Bleumarine, Dries Van Noten, Wella, Roberto Cavalli, Victoria’s Secret et H&M et devient la muse de Narciso Rodriguez. Ses stylistes favoris sont Marc Jacobs et Narciso Rodriguez.
Balfe fait la couverture des revues Elle, Harper's Bazaar et Vogue, .
Caitriona Balfe travaille à Milan pour l'agence de Paolo Tempi. Son contrat stipule une rémunération de près de 300 000 dollars couvrant les deux saisons 2002 et 2003. À la suite de la faillite de l'agence, Balfe et les autres mannequins perdent la totalité de l'argent gagné au cours de ces périodes au profit des bailleurs de fonds. Les avocats consultés leur conseillent de ne pas poursuivre l'agence car, en raison de leur statut d'indépendantes, la loi italienne estime qu'elles doivent assumer les pertes qu'elles ont subies. Quelques années plus tard, en 2009, Balfe se trouve dans la même situation face à BCBG qui refuse d'honorer l'ensemble des mannequins ayant travaillé pour cette société en alléguant des problèmes financiers tout en leur affirmant qu'elles seraient payées ultérieurement. À la suite de quoi, Balfe décide de ne plus travailler pour BCBG jusqu'à ce qu'elle soit payée par la firme, . Les incidents sus cités conduisent à la création d'une organisation destinée à défendre les mannequins face aux agissements de leurs employeurs.
Les propos de Caitriona Balfe sur sa carrière de mannequin sont amères : « Le mannequinat n'était pas une passion pour moi car engendrant rapidement toutes sortes de frustrations », . Elle décide de ne pas réapparaître à temps plein dans cette profession. Elle continue cependant occasionnellement avec des personnes pour lesquelles elle avait travaillé précédemment, comme le photographe James Houston qui, en 2013, photographie Balfe dans l'Antelope Canyon pour l'inclure dans sa série de photos intitulée Natural beauty.

### Depuis 2006: consécration au cinéma et à la télévision

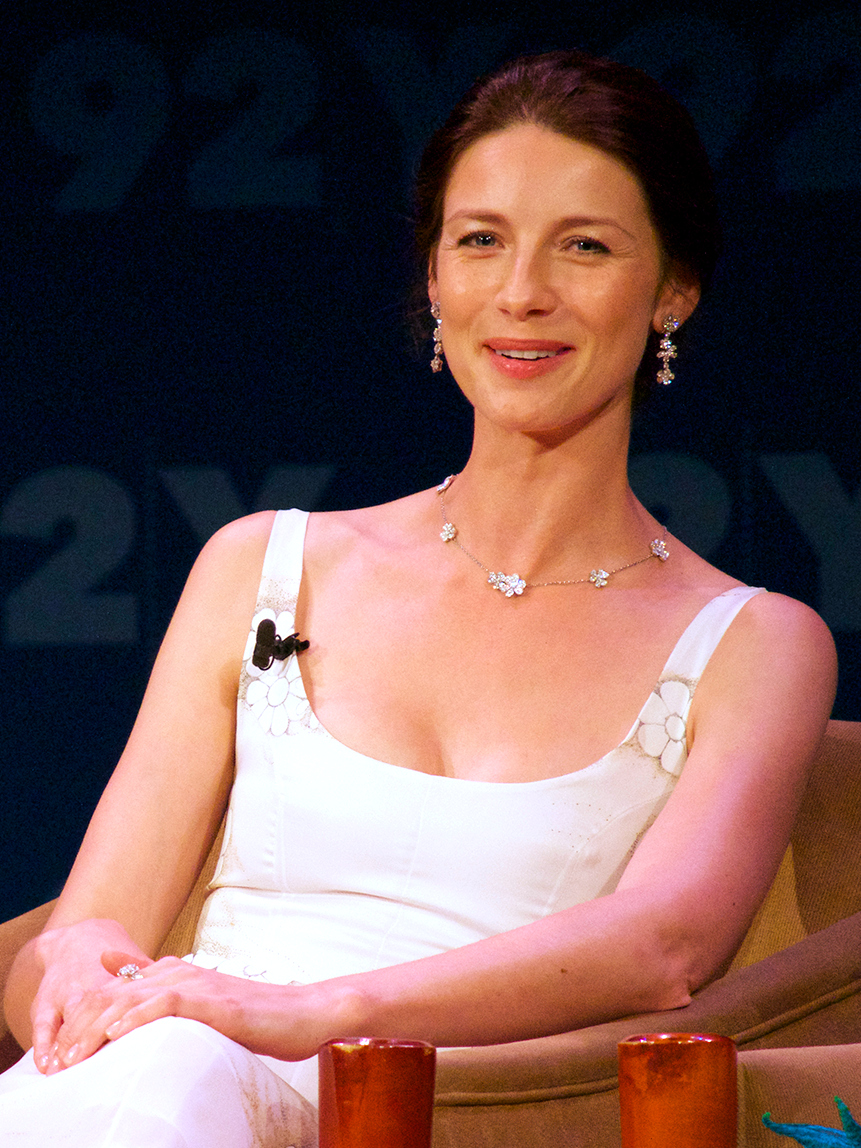
Balfe à la première dOutlander à New York, 2014.

Balfe n'a toujours qu'une idée en tête : devenir actrice. C'est chose faite avec Le diable s'habille en Prada, dans lequel elle interprète un rôle secondaire et non attribué d'une employée du magazine Runway.
L'actrice parait au générique principal de The Beauty Inside ainsi que de la série H+: The Digital Series de la Warner Bros en 2012 et 2013. Elle y interprète le rôle principal de Breanna Sheehan, un des cadres d'une société de biotechnologie.
En septembre 2013, Balfe est pressentie pour tenir le rôle principal de Claire Beauchamp Randall Fraser de la série télévisée Outlander dont la saison 1, diffusée en août 2014 est accueillie avec enthousiasme par la critique unanime. Richard Lawson, critique chez Vanity Fair écrit: « Il apparait sans conteste que Balfe fait partie de ces actrices attirantes, [elle] campe une Claire entrainante, de haute valeur morale, authentique héroïne. ». Tim Goodman du Hollywood écrit que Balfe est « une raison suffisante pour voir [la série]; elle est une actrice sûre d'elle qui révèle les diverses facettes de son personnage ». James Poniewozik du Time décrit Balfe comme « ironique [et] contagieusement captivante. ». La série télévisée Outlander assoit sa notoriété et lui rapporte plusieurs prix.
En 2016, elle interprète le rôle de Diane Lester dans le film Money Monster de Jodie Foster aux côtés de George Clooney et Julia Roberts. Le film est présenté hors compétition au Festival de Cannes.
En 2019, elle est sélectionnée afin de jouer le rôle de Mollie Miles, la femme de Ken Miles, dans le film Le Mans 66 de James Mangold. Elle est ainsi aux côtés de Christian Bale qui y joue le rôle de son mari (Ken Miles) et de Matt Damon, qui joue Carroll Shelby. Ce film a remporté de nombreuses récompenses, parmi lesquelles l'oscar du meilleur montage, et l'oscar du meilleur montage son.
En 2021, elle joue sous la direction de Kenneth Branagh dans Belfast. Elle est nommée comme meilleure actrice dans un second rôle aux Golden Globe et au Hollywood Critics Association.

## Filmographie

### Cinéma

#### Longs métrages
- 2011 : Super 8 de J. J. Abrams : Elizabeth Lamb
- 2012 : Lost Angeles de Phedon Papamichael : Veronique
- 2013 : Crush de Malik Bader : Andie
- 2013 : Insaisissables (Now You See Me) de Louis Leterrier : Jasmine Tressler
- 2013 : Évasion (Escape Plan) de Mikael Håfström : Jessica Miller
- 2015 : The Price of Desire de Mary McGuckian : Gabrielle Bloch
- 2016 : Money Monster de Jodie Foster : Diane Lester
- 2019 : Le Mans 66 (Ford v. Ferrari) de James Mangold : Mollie Miles
- 2021 : Belfast de Kenneth Branagh : Ma
- 2024 : The Cut de Sean Ellis : Caitlin
- 2025 : The Amateur de James Hawes : Inquiline Davies

#### Courts métrages
- 2010 : Lush Life de Lynda Tarryk : Aubrie
- 2012 : The Wolf de Dustin Thomas Cartmill : Sally

### Télévision

#### Séries télévisées
- 2012 : The Beauty Inside : Alex
- 2012 - 2013 : H+: The Digital Series (en) : Breanna Sheehan
- 2014 - présent : Outlander : Claire Fraser
- 2019 : Dark Crystal : Le Temps de la résistance (The Dark Crystal : Age of Resistance) : Tavra (voix)

### Clips vidéos
- 2013 : First Fires de Bonobo
- 2013 : Chloroform de Phoenix, réalisé par Sofia Coppola

## Distinctions
| Année | Titre du film | Prix                                        | Catégorie                                                       | Résultat |
| ----- | ------------- | ------------------------------------------- | --------------------------------------------------------------- | -------- |
| 2014  | Outlander     | TV Guide Awards                             | Meilleur duo avec Sam Heughan                                   | Remporté |
| 2015  | Outlander     | BBC America Anglophenia Fan Favorite Awards | Femme de l'année                                                | Remporté |
| 2015  | Outlander     | The Anglophile Channel Awards               | Meilleure actrice d'une série télévisée                         | Remporté |
| 2015  | Outlander     | Saturn Awards                               | Meilleure actrice de télévision                                 | Remporté |
| 2015  | Outlander     | Irish Film & Television Awards              | Meilleure actrice principale dans un drame                      | Nommée   |
| 2015  | Outlander     | Irish Film & Television Awards              | Rising Star Award                                               | Nommée   |
| 2015  | Outlander     | EWwy Awards                                 | Meilleure actrice d'une série dramatique                        | Remporté |
| 2016  | Outlander     | People's Choice Awards                      | Meilleure actrice dans une série SF/Fantastique                 | Remporté |
| 2016  | Outlander     | Golden Globes                               | Meilleure actrice dans une série dramatique                     | Nommée   |
| 2016  | Outlander     | Women's Image Network Awards                | Actrice dans une série dramatique                               | Remporté |
| 2016  | Outlander     | Saturn Awards                               | Meilleure actrice de télévision                                 | Remporté |
| 2016  | Outlander     | Irish Film & Television Awards              | Meilleure actrice dans le rôle principal d'une série dramatique | Nommée   |
| 2016  | Outlander     | The Anglophile Channel Awards               | Meilleure actrice d'une série télévisée                         | Remporté |
| 2016  | Outlander     | BAFTA Scotland                              | Meilleure actrice de télévision                                 | Remporté |
| 2016  | Outlander     | Critics' Choice Television Awards           | Meilleure actrice dans une série dramatique                     | Nommée   |
| 2017  | Outlander     | People's Choice Awards                      | Meilleure actrice dans une série SF/Fantastique                 | Remporté |
| 2017  | Outlander     | Golden Globes                               | Meilleure actrice dans une série dramatique                     | Nommée   |
| 2017  | Outlander     | Oscar Wilde Awards                          |                                                                 | Remporté |
| 2017  | Outlander     | Women's Image Network Awards                | Actrice dans une série dramatique                               | Nommée   |
| 2017  | Outlander     | Saturn Awards                               | Meilleure actrice de télévision                                 | Nommée   |
| 2018  | Outlander     | Golden Globes                               | Meilleure actrice dans une série dramatique                     | Nommée   |
| 2018  | Outlander     | Irish Film & Television Awards              | Meilleure actrice dans le rôle principal d'une série dramatique | Remporté |
| 2018  | Outlander     | Saturn Awards                               | Meilleure actrice de télévision                                 | Nommée   |
| 2019  | Outlander     | Golden Globes                               | Meilleure actrice dans une série dramatique                     | Nommée   |
| 2021  | Outlander     | Saturn Awards                               | Meilleure actrice de télévision                                 | Remporté |
| 2022  | Belfast       | Golden Globes                               | Meilleure actrice dans un second rôle                           | Nommée   |
| 2022  | Belfast       | British Academy Film Awards                 | Meilleure actrice dans un second rôle                           | Nommée   |
| 2022  | Outlander     | Saturn Awards                               | Meilleure actrice de télévision                                 | Nommée   |

## Voix françaises
En Europe, Caitriona Balfe est doublée principalement par Claire Tefnin depuis Outlander.
Au Québec, elle est doublée par Véronique Marchand.
En France
| - Claire Tefnin (Belgique) dans : - Outlander (série télévisée) - Le Mans 66 - Belfast | Et aussi - Margot Faure dans Évasion - Marie Chevalot dans Dark Crystal : Le Temps de la résistance (voix, série télévisée) - Laura Blanc dans The Amateur |

Au Québec
- Véronique Marchand dans : 
  - Le Tombeau
  - Money Monster
  - Ford contre Ferrari
  - Belfast